# Michel von Ehenheim

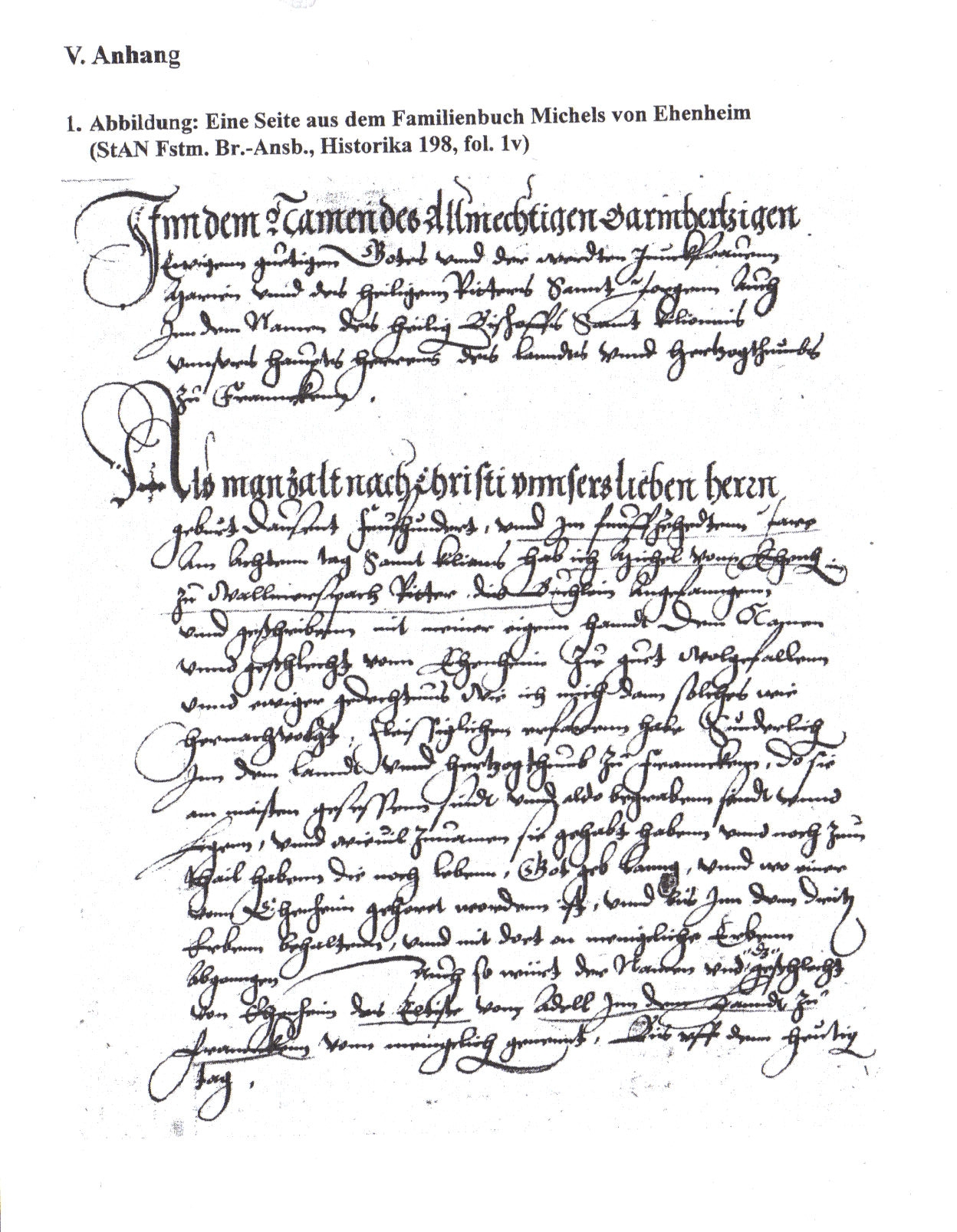
Familienchronik des Michel von Ehenheim

Michel von Ehenheim (* um 1462/63; † 1518) war ein fränkischer Ritter aus der Familie von Ehenheim.

## Leben
Über das Leben des Michel von Ehenheim ist wenig überliefert.
Die 1515/16 niedergeschriebene Familienchronik, die Michel von Ehenheim verfasst hat und mit der Erwähnung einer 1137 erfolgten Stiftung eines Iringus von Ehenheim an das Domstift Würzburg beginnt, ist in einer Handschrift überliefert. Diese befindet sich im Staatsarchiv Nürnberg. Sie entstand als Abschrift des verschollenen Originals einige Zeit nach Ehenheims Tod, wohl im zweiten Drittel des 16. Jahrhunderts.